# Liste der Naturdenkmale in Sipplingen
| Naturdenkmale | Anzahl |
| ------------- | ------ |
| FND           | 2      |
| END           | 0      |
| Gesamt        | 2      |

Die Liste der Naturdenkmale in Sipplingen nennt die verordneten Naturdenkmale (ND) der im baden-württembergischen Bodenseekreis liegenden Gemeinde Sipplingen. In Sipplingen gibt es insgesamt 2 als Naturdenkmal geschützte Objekte, alle sind flächenhafte Naturdenkmale (FND), keines ist ein Einzelgebilde-Naturdenkmal (END).
Stand: 1. November 2016.

## Flächenhafte Naturdenkmale (FND)
| Name                     | Bild | Kennung     | Einzelheiten | Position | Fläche Hektar | Datum         |
| ------------------------ | ---- | ----------- | ------------ | -------- | ------------- | ------------- |
| Felsturm                 | BW   | 84350530001 | Sipplingen   | ⊙        | 0,0           | 25. Juli 1939 |
| Süßenmühle               | BW   | 84350530003 | Sipplingen   | ⊙        | 1,6           | 28. Dez. 1989 |
| Legende für Naturdenkmal |      |             |              |          |               |               |